# Réserve naturelle Taïmyrski
La réserve naturelle Taïmyrski, ou réserve de biosphère de Taïmyr (en russe : Госуда́рственный приро́дный биосфе́рный запове́дник «Таймы́рский») est l'une des plus vastes réserves de Russie. Elle est située au nord du kraï de Krasnoïarsk, sur la péninsule de Taïmyr dans la partie asiatique de la Russie. Elle a été créée le 23 février 1979.
La réserve de Taïmyr a un caractère bien particulier et est divisée en 4 parties. La zone de protection appelée Bikada avec sa partie arctique a été annexée à la réserve en 1994. Jusqu'à cette zone Bikada se trouve le district dolgano-nénètse du Taïmyr, conçu pour la protection de populations acclimatées de bœufs musqués dépendant de la réserve naturelle du Grand Arctique. Depuis le 20 mars 2013, la réserve de Taïmyr a cessé d'être une institution indépendante et fait partie de l'association non commerciale réserve naturelle de Taïmyr, ensemble avec la réserve naturelle de Poutorana et la réserve naturelle du Grand Arctique.
En 1995, l'UNESCO a donné à la réserve de Taïmyr le statut de réserve de biosphère.

## Nature

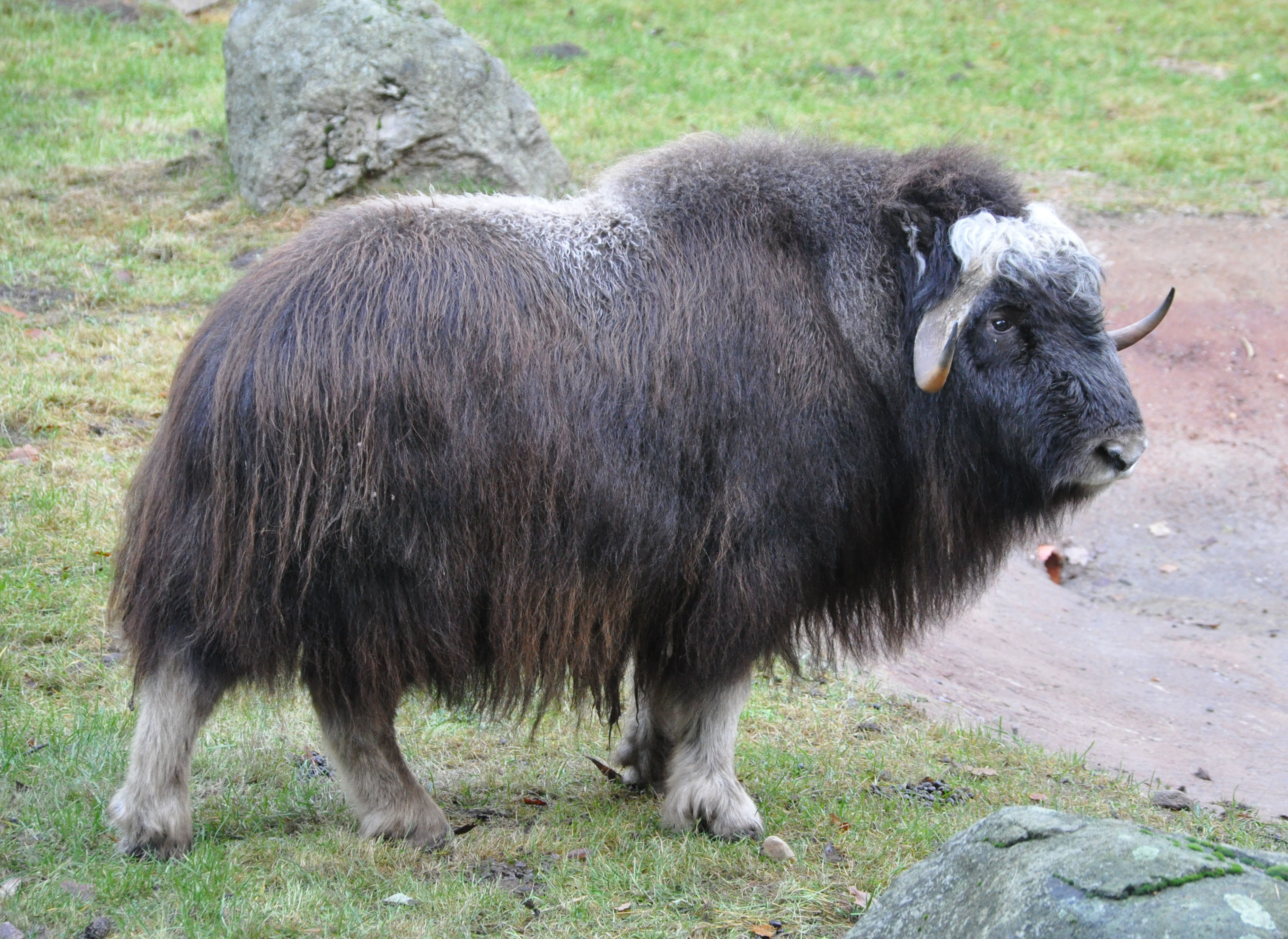
Boeuf musqué Ovibos moschatus

Le temps dans la réserve ne varie guère quant aux températures : les gelées et la neige se produisent même au mois de juillet. En hiver, sur les plans d'eau se forme de la glace qui peut atteindre deux mètres d'épaisseur. Tout le territoire de la réserve se trouve dans la zone du pergélisol.
Dans la réserve se trouvent de nombreux plans d'eau ainsi qu'une rivière d'une longueur de 570 km, la rivière du Haut-Taïmyr. Au sud-ouest s'étend un grand lac arctique le lac Taïmyr. Ces étendues d'eau diversifient le paysage monotone de la toundra et créent des conditions propices pour la vie des plantes aquatiques et des animaux.

### Flore
Sur le territoire de la réserve poussent 430 espèces de plantes vasculaires, 223 espèces de mousses et 265 espèces de lichens.
L'aspect de la réserve de Taïmyr est déterminé par sa situation dans la toundra : lumineux et riche en été, triste en hiver. C'est la toundra côtière de l'Arctique. La nature n'est pas assez résistante pour maintenir une couverture végétale de sorte que dans cette toundra broussailleuse et couverte de mousses, sur les lieux élevés en altitude, le sol est souvent nu. Les toundras arbustives et les toundras couvertes de mottes sont situées au sud de la péninsule et sont occupées par la couverture végétale dont des saules arctiques et des saules arbustifs. On y trouve beaucoup de marais d'origines diverses. Sur les sommets des Monts Byrranga, qui pénètrent dans la réserve par la rive gauche de la rivière Haut-Taïmyr, c'est le désert arctique, la partie la plus rude du fait de son climat et de son relief.
La toundra arbustive est représentée par deux parties du territoire de la réserve : l'Ary-Mas et la forêt de Loukounski. C'est là que pousse et s'avance loin au nord le mélèze de Dahurie. Les arbres de l'Ary-Mas atteignent des hauteurs de 10 mètres, et, quand on se trouve à l'intérieur de ces massifs forestiers, il est difficile de croire qu'ils se situent à une latitude nord de plus de 72 degrés.

### Faune

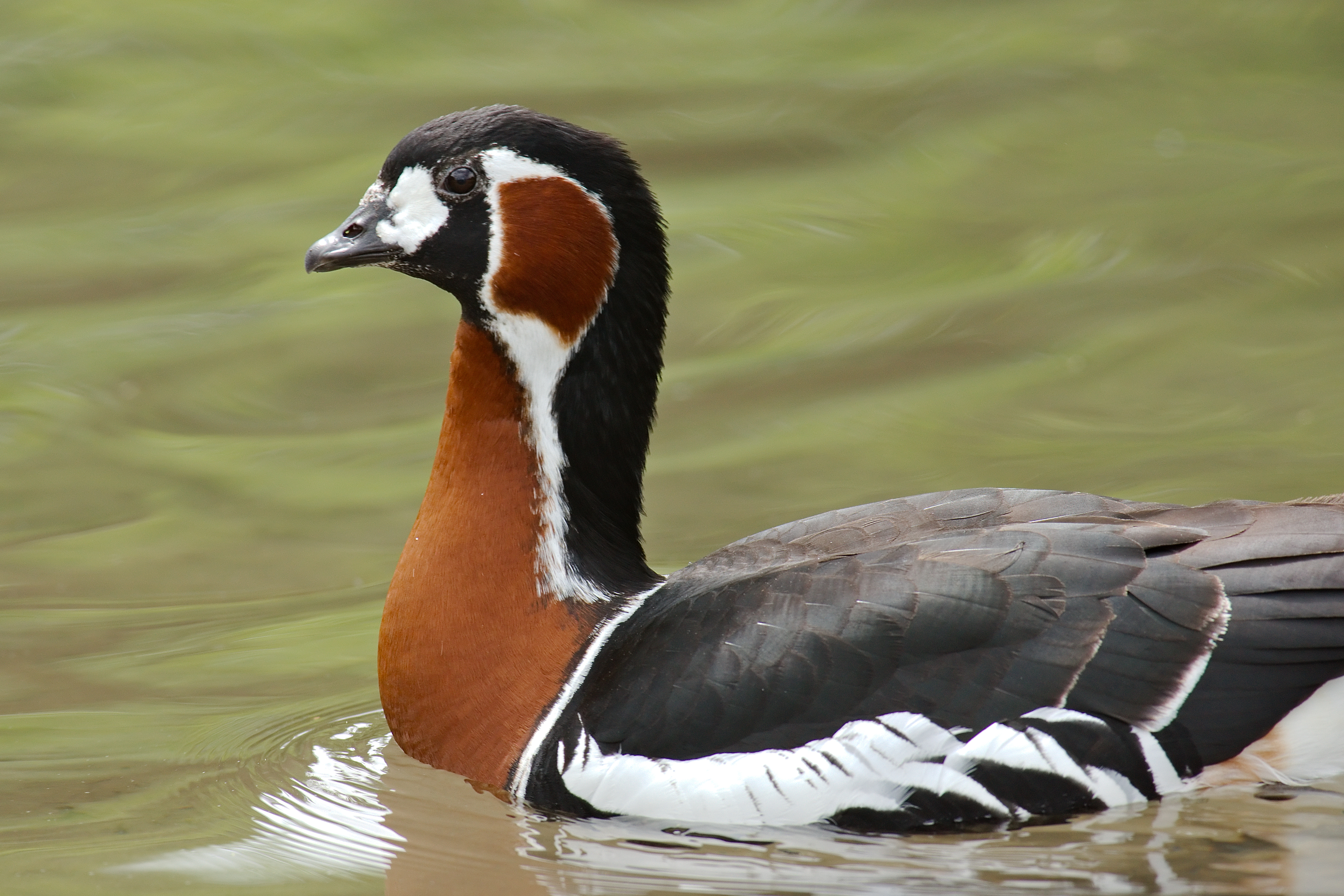
Bernache à cou roux (Branta ruficollis)

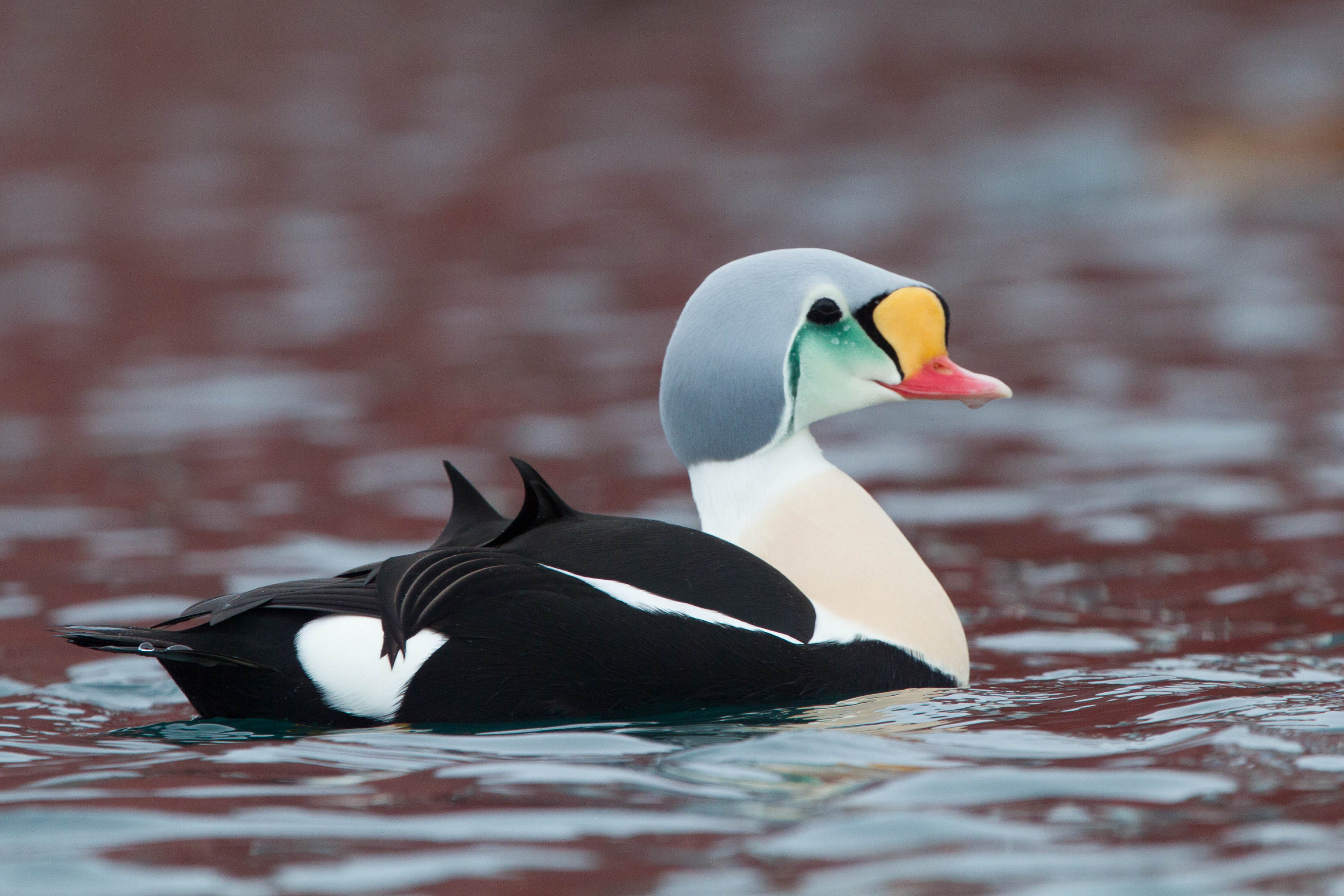
Eider à tête grise (Somateria spectabilis)

Dans la réserve vivent 21 espèces de mammifères. On y trouve ainsi de grands troupeaux de rennes. Dans les années 1970, dans la toundra de Taïmyr a débuté une expérience de réinstallation du bœuf musqué à partir d'individus importés du Canada et des États-Unis. Aujourd'hui, environ 8 000 têtes de cette espèce vivent dans la partie est de Taïmyr.
On y rencontre 116 espèces d'oiseaux, dont 74 espèces nichent dans la réserve. Dans les rivières et les lacs, on trouve plus de 15 sortes de poissons. Plusieurs variétés de la famille des salmonidés : le coregonus, le coregonus nasus, le stenodus nelma, le coregonus muksun, le corégone blanc, le coregonus de l'Océan Arctique, l'arctic cisco. Dans les lacs, c'est la lotte, l'ombre de Sibérie, le coregonus peled, l'éperlan arc-en-ciel (Osmerus mordax).
Se trouvent également beaucoup d'oiseaux aquatiques : l'oie des moissons, l'eider à tête grise, le cygne de Bewick, le plongeon arctique et le plongeon huard, des espèces gaviiformes, différentes espèces d'himantopus et de goélands. Sur les rives escarpées nichent des prédateurs : le faucon pèlerin, la buse pattue, le harfang des neiges.

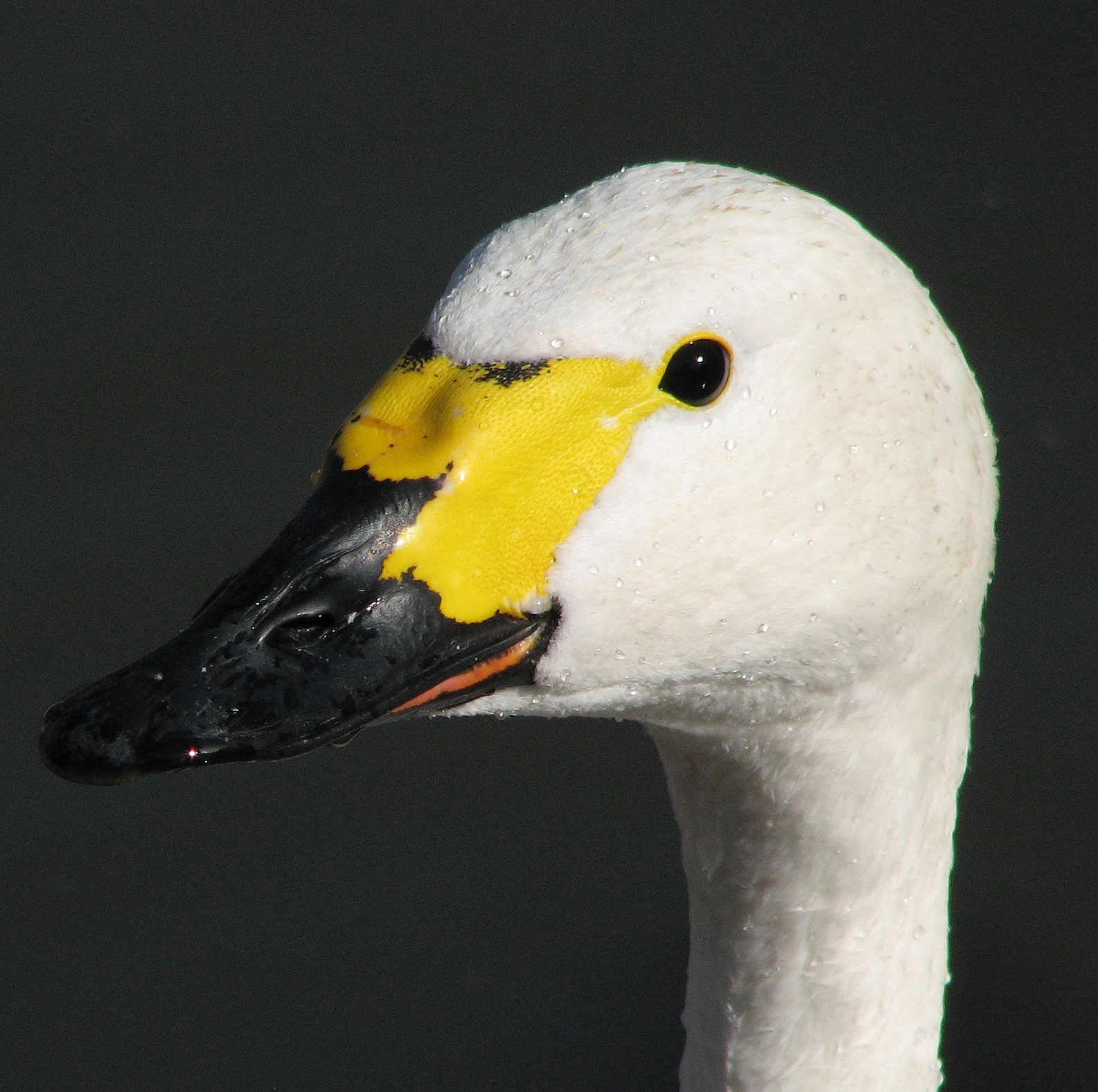
cygnes de Bewick dans la neige
- Détail de la tête du cygne de Bewick

## Référence
- (ru) Cet article est partiellement ou en totalité issu de l’article de Wikipédia en russe intitulé « Таймырский заповедник » (voir la liste des auteurs).

1. ↑  (ru) Zapoliarnaïa PravdaОбъединили
2. 1 2 3   (ru) V. Dejkine Дежкин В. В., Dans le monde de la réserve naturelle (В мире заповедной природы)., Moscou,‎ 1989, 256 p., p. 179-180